# جون كاسبار درير
جون كاسبار درير (بالإنجليزية: John Caspar Dreier)‏ هو دبلوماسي أمريكي، ولد في 27 ديسمبر 1906، وتوفي في 10 مارس 1994.